# Benthophilus ctenolepidus
Benthophilus ctenolepidus és una espècie de peix de la família dels gòbids i de l'ordre dels cipriniformes que es troba a la mar Càspia.